# Kosovští Albánci
Kosovští Albánci (albánsky Shqiptarët e Kosovës nebo Kosovarët) tvoří největší etnickou skupinu v Kosovu.
Kosovští Albánci patří k etnické albánské podskupině Ghegů, kteří obývají sever Albánie, severně od řeky Shkumbini, Kosovo, jižní Srbsko a západní části Severní Makedonie. Mluví gegštinou, konkrétněji její severozápadní a severovýchodní variantou.
Podle jugoslávského sčítání lidu z roku 1991, které Albánci bojkotovali, žilo v Kosovu 1 596 072 etnických Albánců nebo 81,6 % populace. Podle odhadu v roce 2000 bylo v Kosovu mezi 1 584 000 a 1 733 600 Albánci nebo 88 % populace; k roku 2011 jejich podíl na obyvatelstvu činí 92,93 %.